# Alice Bah Kuhnke

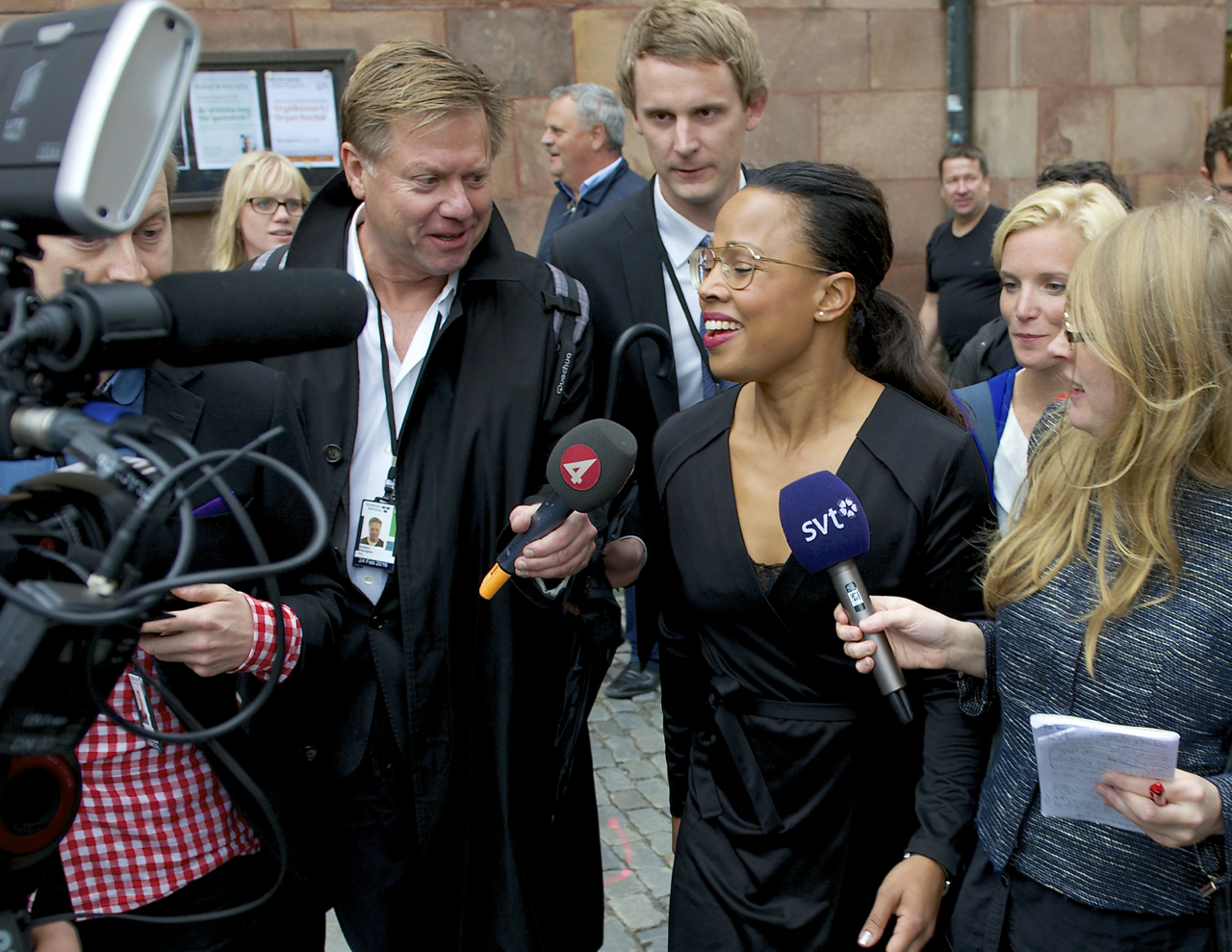
Alice Bah Kuhnke som nyutnämnt statsråd omgiven av pressen den 3 oktober 2014.

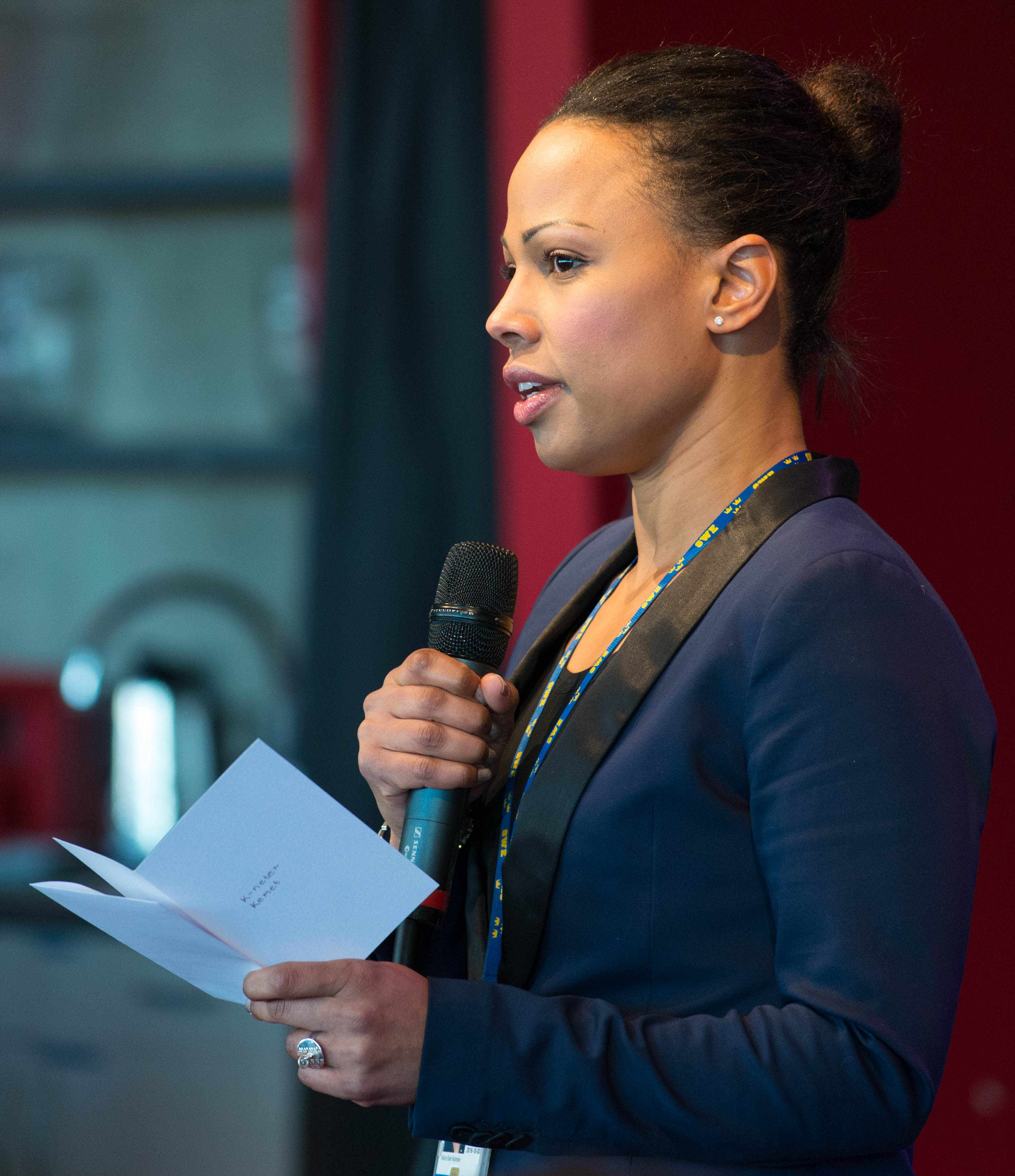
Alice Bah Kuhnke i en manifestation till stöd för hotade konstnärer och författare på Kulturhuset Stadsteatern i Stockholm den 14 februari 2015.

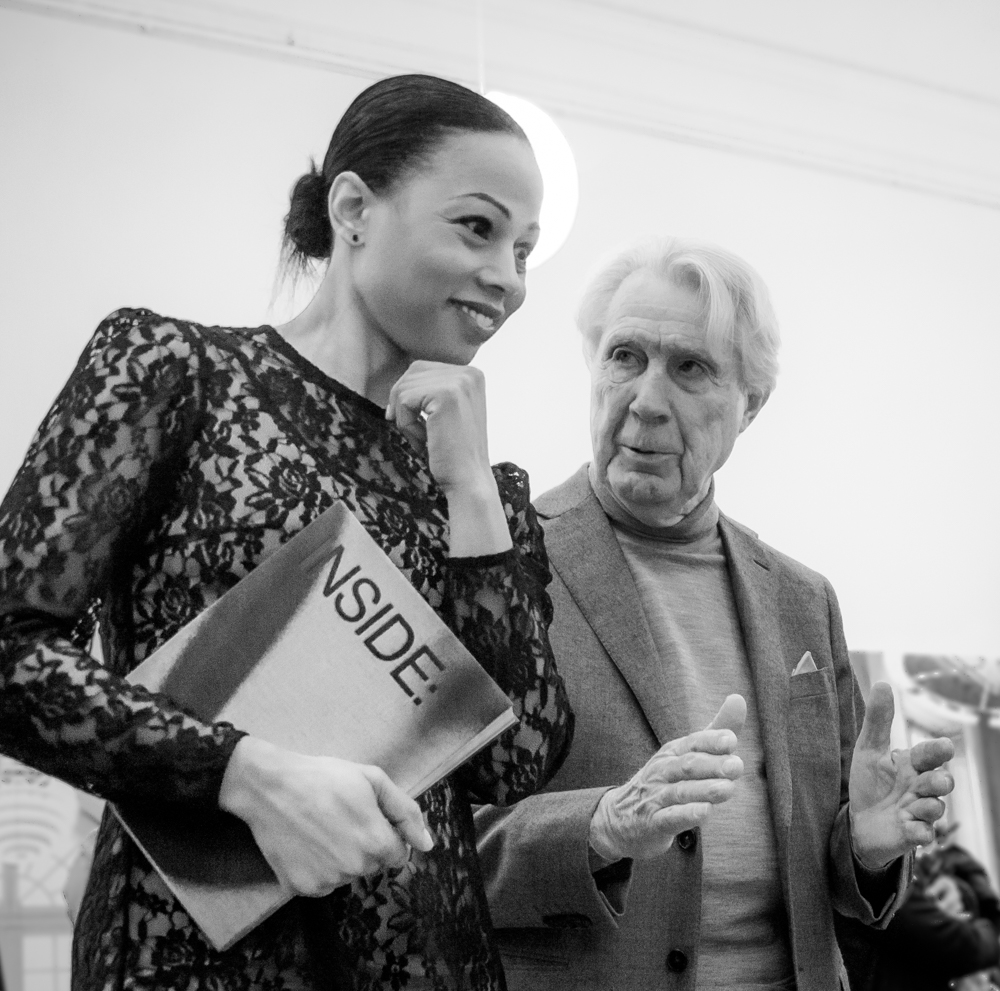
Alice Bah Kuhnke inviger utställningen INSIDE - Architecture på Konstakademien den 3 februari 2018. Här i samtal med möbelformgivaren Åke Axelsson.

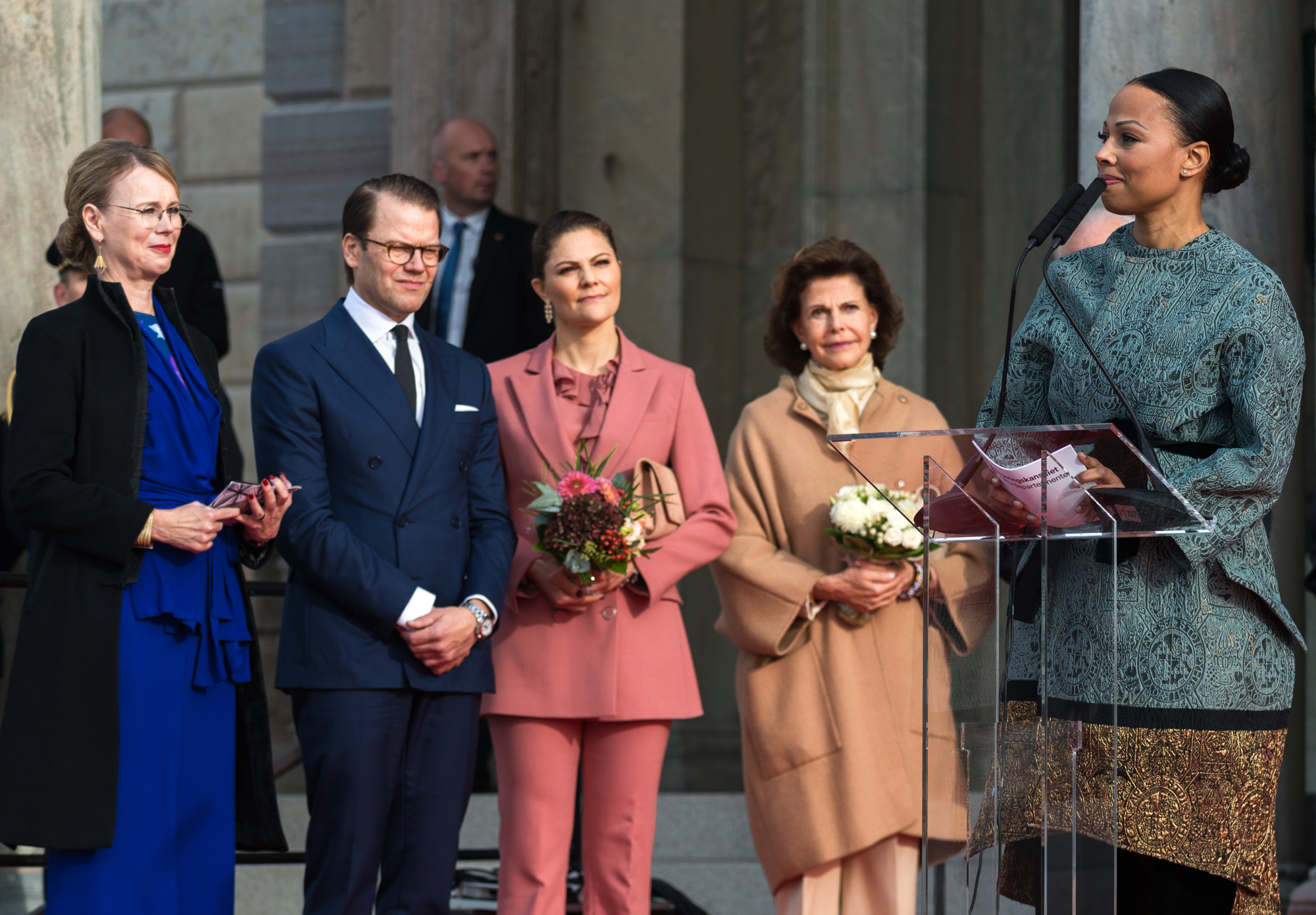
Alice Bah Kuhnke vid nyinvigningen av Nationalmuseum i Stockholm den 13 oktober 2018. Lyssnar gör (från vänster): överintendent Susanna Pettersson, Prins Daniel, Kronprinsessan Victoria och Drottning Silvia.

Alice Mariama Bah Kuhnke, tidigare gift Johnsson, född Bah den 21 december 1971 i Västra Skrävlinge församling i Malmö, är en svensk politiker (miljöpartist och partipolitiskt obundna i Svenska kyrkan) och tidigare bland annat TV-programledare. Sedan 2019 är hon europaparlamentariker. Bah Kuhnke var kultur- och demokratiminister 2014–2019.
Hon har tidigare arbetat som TV-programledare och var en av grundarna av tankesmedjan Sektor3. Senare arbetade Bah Kuhnke som hållbarhetschef på teknikkonsultbolaget ÅF och som generaldirektör för Myndigheten för ungdoms- och civilsamhällesfrågor. Bah Kuhnke var riksdagsledamot 2018–2019 innan hon valdes in i Europaparlamentet i EU-valet 2019.

## Biografi
Alice Bah växte upp i Horda i Rydaholms socken utanför Värnamo i Småland, med en mor från Sverige och en far från Gambia. Hon var med i scouterna som barn. Hon gick på friidrottsgymnasium på Katedralskolan i Växjö och var under slutet av 1980-talet en av landets bättre kvinnliga sprinterlöpare i sin åldersklass, med 100 och 200 meter som sina bästa grenar. Hon började studera statsvetenskap vid Stockholms universitet 1999. I januari 2005 avlade hon en filosofie kandidatexamen i statsvetenskap. Under våren 2006 läste hon även en magisterkurs i statsvetenskap om 40 poäng, som hon dock aldrig slutförde. Hon har också genomgått flera specialiserade ledarskapsutbildningar, däribland fristående kurser via IFL vid Handelshögskolan i Stockholm AB år 2009.

### Medieverksamhet
Hennes TV-karriär började 1992–1993 som programledare för Sveriges Televisions Disneyklubben, tillsammans med Eva Röse och Johan Petersson. Därefter fortsatte hon 1993–1997 som programledare, reporter och inslagsproducent för bland annat Söndagsöppet. Åren 1998–1999 ledde hon pratshowen Alice Bah i TV4, och ledde partiledarutfrågningarna i TV4 inför valet 2002 tillsammans med Lennart Ekdal.  Hon har även varit sommarpratare i Sveriges Radio P1 två gånger, 2001 och 2011. År 2002 skrev hon tillsammans med hovets presschef Elisabeth Tarras-Wahlberg boken Victoria, Victoria! om kronprinsessan Victoria.

#### TV-medverkan
- 1992–1993 – Disneyklubben (TV-serie)
- 1993–1997 – Söndagsöppet (TV-serie)
- 1998–1999 – Alice Bah (TV-serie)
- 2018 – Livet på Dramaten (TV-serie)
- 2020 – Bryssel calling (TV-serie)

### Karriär i privat och offentlig sektor
Efter TV-karriären har hon bland annat varit verksamhetschef på Skandias stiftelse Idéer för livet med fem anställda. Åren 2004–2007 arbetade hon som generalsekreterare för organisationen Rättvisemärkt. År 2008 var hon en av grundarna av Sektor 3 – "tankesmedjan för det civila samhället" och dess verksamhetschef 2008–2009. Från september 2009 till 31 augusti 2013 verkade hon som miljö- och CSR-chef på ÅF, ett börsnoterat ingenjörskonsultbolag. I maj 2013 utnämndes hon av regeringen till generaldirektör för Ungdomsstyrelsen, som den 1 april 2014 bytte namn till Myndigheten för ungdoms- och civilsamhällesfrågor. Mandatet inleddes 1 september 2013 och Kuhnke behöll posten fram tills att hon blev statsråd.

### Förtroendeuppdrag
Alice Bah Kuhnke har innehaft ett flertal förtroendeuppdrag genom åren. Hon var ledamot av Svenska kyrkans kyrkomöte för Partipolitiskt obundna i Svenska kyrkan (POSK) åren 2006–2010. Åren 2006–2012 var hon ledamot i styrelsen för Dramaten samt vice ordförande för KFUK-KFUM Sverige 2009–2011. År 2012 blev hon ledamot av Smålands akademi på stol 6, en position hon lämnade i samband med att hon tillträdde som kulturminister 2014.

#### Övriga förtroendeuppdrag (urval)
- 1999–2001 Regeringens ungdomsdelegation, ledamot
- 2001–2007 Stiftelsen Hela Sverige Artister mot nazister, styrelseledamot
- 2006–2007 Konsumentverket, styrelseledamot
- 2002–2007 Rädda Barnen, styrelseledamot
- 2008–2010 KF gymnasiet, styrelseledamot
- 2010 Landsbygdsakademin, ledamot (Jordbruksdepartementet)
- 2002–2011 Ickevåldsfonden (Svenska kyrkan), styrelseledamot
- 2011–2012 Utredningsexpert, Framtidens konsument stöd, (Näringsdepartementet)
- 2014– Stiftelsen världsnaturfonden (WWF), förtroenderådsledamot

### Statsråd
Alice Bah Kuhnke utsågs den 3 oktober 2014 till miljöpartistisk kulturminister och demokratiminister i regeringen Löfven, tre dagar efter att hon blev medlem i Miljöpartiet.
Till skillnad från företrädaren som kulturminister Lena Adelsohn Liljeroth ansvarade Alice Bah Kuhnke även för demokratifrågor, dock inte för idrottsfrågor. Det uppdraget hade i stället folkhälso- sjukvårds- och idrottsminister Gabriel Wikström. Bah Kuhnkes insatser som ansvarig för arbetet mot våldsbejakande extremism kritiserades av Magnus Ranstorp som otillräckliga då hon i offentliga intervjuer saknade kunskap om hur SÄPO:s ansvar och arbete med IS-återvändare bedrevs i praktiken. Bah Kuhnke kallades på grund av kritiken till konstitutionsutskottet och senare flyttades ansvaret för hanteringen av våldsbejakande extremism till justitiedepartementet i januari 2018.
I december 2018 presenterades Alice Bah Kuhnke som ett av Miljöpartiets toppnamn inför EU-valet 2019. Hon meddelade samtidigt att hon därför skulle avgå som kulturminister i samband med regeringsbytet. Den 21 januari 2019 efterträddes hon på ministerposten av Amanda Lind.
I samband med riksdagsvalet i Sverige 2018 valdes Bah Kuhnke in som riksdagsledamot. Hon var ledig från sin riksdagsplats fram till att hon avgick som minister i januari 2019 då hon tog plats som ledamot av utrikesutskottet.

### EU-parlamentariker
Alice Bah Kuhnke har som EU-parlamentariker bland annat varit ansvarig förhandlare för EU:s textilstrategi , jämställdhetsutskottets yttrande kring nytt energieffektiviseringsdirektiv  samt för uppdaterad och utvidgad hatbrottslagstiftning . I januari 2022 var Alice Bah Kuhnke den gröna gruppens kandidat till talman för EU-parlamentet. 
Bah Kuhnke har även varit engagerad i frågor om EU:s migrationspolitik och hävdat att den nya migrationspakten "cementerar ett ohållbart system" . Hon har även, i upprepade debattartiklar , krävt att gräddfiler och undantag för lyxkonsumtion tas bort i EU:s klimatpolitik. 
Alice Bah Kuhnke har som EU-parlamentariker skrivit en debattartikel "Vegokorven bevisar varför EU har problem" där hon säger att "Kött- och mejeriindustrin är en av de mest inflytelserika lobbygrupperna i Bryssel" och att det är absurt av EU att komma med förslag att förbjuda ord som vegokorv. Kritik mot denna debattartikel har kommit från Jessica Polfjärd, Europaparlamentariker (Moderaterna) "Att reducera den gemensamma jordbrukspolitiken, ett sjuårigt program med en föreslagen budget på många miljarder kronor, till benämningar på vegetariska produkter är ett hån mot både lantbrukare och konsumenter." 
Under hösten 2020 var Bah Kuhnke en av fyra parlamentariker i tv-serien Bryssel calling som sändes på SVT. I serien fick man följa parlamentarikernas resa under deras första år i parlamentet.
I december 2023 blev Alice Bah Kuhnke vald till Miljöpartiets förstanamn för Europaparlamentsvalet 2024, efter en medlemsomröstning bland Miljöpartiets medlemmar.

#### Språkrör
I början av 2018 uppgav Bah Kuhnke i en intervju att hon var beredd på att bli språkrör för Miljöpartiet om partiet ville det. Vid varje språkrörsval sedan Lövin avgick 2020 har hon varit en favorit hos partiets väljare och varit klart populärast i opinionsmätningar om att ta över som kvinnligt språkrör. Bah Kuhnke har vid alla val hon blivit tillfrågad (2021, 2023 och 2024) tackat nej med hänvisning till hennes uppdrag i europaparlamentet.

## Utspel
- I april 2025 framförde hon idén att EU bör införa riktade tullar mot Kina för att därigenom stoppa lågpriskoncerner såsom Temu och Shein.[48]

## Privatliv
Åren 1998–2002 var hon gift med programledaren Henrik Johnsson. Åren 2003-2023 var hon gift med skådespelaren Johannes Bah Kuhnke. De har tre döttrar tillsammans.
Sitt allra första Vasalopp genomförde Bah Kuhnke år 2019.

## Priser och utmärkelser
- Bah utsågs till Årets smålänning 1999.[50]
- Programledare för barnprogrammet Disneyklubben som 2006 utsågs till bästa barnprogram.[51]
- Vid Ellegalan 2018 tilldelades hon priset för Årets bäst klädda kvinna.[52]
- Utsågs 2022 till Sveriges mest inflytelserika EU-parlamentariker av den oberoende organisationen EUMatrix som årligen mäter EU-parlamentarikernas politiska inflytande. Bah Kuhnke ansågs då vara på plats 114 av samtliga 705 EU-parlamentariker, vilket var högst av alla svenskar. [53] [54]
- 2025 utsågs Bah Khunke till Årets Darling på QX-galan,[55] (tidigare Årets Hetero).[56]

## Filmografi
- 1996 – The Return of Jesus, Part II